# Pramaggiore
Pramaggiore (velenceiül Pramajor vagy Pramajòre) település Olaszországban, Veneto régióban, Velence megyében. Lakosainak száma 4761 fő (2023. január 1.). Pramaggiore Cinto Caomaggiore, Chions, Portogruaro, Annone Veneto és Pravisdomini községekkel határos.

## Népesség
A település népességének változása:
| Lakosok száma | 4596 | 4644 | 4761 |
|               | 2017 | 2018 | 2023 |